# Kościół ewangelicki w Karpnikach
Kościół ewangelicki w Karpnikach – kościół ewangelicki z połowy XVIII w. w Karpnikach, znajdujący się w stanie ruiny.

## Historia
Pierwszy drewniany kościół został wzniesiony w 1742 r. przez pastora Mouse. W 1748 r. został zastąpiony murowany. W 1763 r. od północy dodano wielobocznie zakończoną dobudówkę. Wieżę dostawiono w 1824 r. Wewnątrz kościoła był ołtarz z 1756 r. Po 1945 r. kościół został opuszczony i zdewastowany, a w latach 70. XX w. spłonął. Do dziś pozostała wieża i fragment murów.  